# Constantă de echilibru
În cinetica chimică, constanta de echilibru (notată {\displaystyle K_{c}}) este o constantă ce arată starea de echilibru chimic a unei reacții reversibile. Există mai multe tipuri specifice de constante de echilibru, iar printre care se numără constantele de disociere, de formare, de legare și de asociere.

## Formulare
Pentru o reacție chimică reversibilă de forma:
{\displaystyle \alpha A+\beta B...\rightleftharpoons \sigma S+\tau T...}
constanta de echilibru se definește ca fiind:
{\displaystyle K={\frac {{\{S\}}^{\sigma }{\{T\}}^{\tau }...}{{\{A\}}^{\alpha }{\{B\}}^{\beta }...}}}
unde {A} reprezintă activitatea chimică, iar α coeficientul stoechiometric al substanței chimice A. Prin convenție, produșii din partea dreaptă a ecuației reacției chimice se scriu la numărător în expresia matematică a constantei de echilibru.
Când coeficienții de activitate ai substanțelor sunt unitari sau de valoare unu cum ar fi în cazul gazelor ideale sau soluțiilor ideale, activitățile sunt înlocuite de concentrații sau pentru gaze de presiuni parțiale.

## Context termodinamic
Logaritmul constantei de echilibru este legat de mărimea energie liberă Gibbs standard de reacție:
{\displaystyle \Delta _{r}G^{\circ }=-RT\ln K\,}